# Olemps
Olemps település Franciaországban, Aveyron megyében. Lakosainak száma 3531 fő (2022. január 1.). Olemps Druelle Balsac, Flavin, Luc-la-Primaube, Le Monastère és Rodez községekkel határos.

## Népesség
A település népessége az elmúlt években az alábbi módon változott:
| Lakosok száma | 2201 | 2856 | 3020 | 3133 | 3215 | 3359 | 3403 | 3425 | 3471 | 3531 |
|               | 1968 | 1982 | 1999 | 2006 | 2011 | 2015 | 2017 | 2018 | 2020 | 2022 |